# Villa Vimercati Sanseverino detta il Palazzo
La villa Vimercati Sanseverino, denominata localmente “palazzo”, è una villa nobiliare neoclassica posta nel centro abitato di Vaiano Cremasco.

## Storia
La villa fu costruita dal 1800 al 1802 su progetto di Luigi Cagnola su commissione della famiglia Zurla. Il Cagnola si ispirò alle ville venete di Palladio, che egli aveva avuto modo di studiare a fondo durante un soggiorno in quelle terre.
Successivamente la villa venne acquistata dalla famiglia Vimercati Sanseverino, che già possedeva in paese un’ulteriore villa.

## Caratteristiche
La villa, posta al limite meridionale del centro abitato, affaccia su un ampio giardino all’inglese con una facciata caratterizzata da massicce colonne ioniche che sostengono un possente architrave.
Le facciate minori presentano una serie di nicchie decorate al loro interno con anfore romane.